# Tiwai Point
Tiwai Point ist eigentlich ein kleines unbedeutendes Kap am Eingang zum Bluff Harbour auf der Südinsel von Neuseeland. Bekannt wurde der Name Tiwai Point durch die Aluminiumhütte, New Zealand Aluminium Smelters genannt, die sich auf der Landzunge befindet, die am Tiwai Point endet.

## Geographie
Das kleine flache Kap befindet sich auf der östlichen Seite des Eingangs zum Naturhafen Bluff Harbour und liegt dem kleinen Ort Bluff auf der anderen Seite des Hafeneingang direct gegenüber. Invercargill, die Stadt zu dem das Gebiet gezählt wird, ist 18 km nördlich zu finden.

## Aluminiumhütte
Der auf der Halbinsel befindliche New Zealand Aluminium Smelters gehört zu den größten Industriestandorten Neuseelands. Die 1971 eröffnete Hütte wurde im Jahr 2006 zu den 20 größten Aluminiumhütten der Welt gezählt. Die Schmelzhütte und das Kraftwerk Manapouri wurden seinerzeit als gemeinsames Projekt errichtet, um die Leistungsaufnahme von bis zu 610 Megawatt abzudecken. Das Werk ist der größte Energieverbraucher der Südinsel und verbraucht ein Drittel der Energie der Südinsel und 15 % der Energie Neuseelands.